# Premocyathus cornuformis
Espèce
Statut CITES
Premocyathus cornuformis est une espèce de coraux de la famille des Caryophylliidae.